# أوبزور
أوبزور (بالبلغارية: Обзор)‏ مدينة صغيرة ومنتجع ساحلي على ساحل البحر الأسود في بلغاريا. المدينة هي جزء من بلدية نيسيبار بمقاطعة بورغاس. يبلغ عدد سكان البلدة 2,125 نسمة.

## علاقات دولية
أوبزور لديها اتفاق توأمة مع المدن التالية :
- دبيتسا في بولندا[2][3]
- سفيتلاغورشك في بيلاروسيا[4]